# William Lashly
William Lashly (1867 i Hambledon, Hampshire – 1940) var en sømand i den britiske marine og deltager på begge Antarktisekspeditioner sammen med Robert Falcon Scott. Lashly arbejdede som fyrbøder om bord på HMS Duke of Wellington, i den britiske marine, før han kom med i Scotts Discovery-ekspedition. Under ekspeditionen var han en del af den gruppe som gik længst mod vest, og udforskede Victoria Land i 1903. Under den anden ekspedition var Lashly som udgangspunkt ansvarlig for en af ekspeditionens to motoriserede slæder, der skulle fragte forsyninger sydover for at hjælpe den gruppe der bevægede sig mod Sydpolen. 